# Herois (pel·lícula)
Herois és una pel·lícula catalana dirigida per Pau Freixas i coescrita amb Albert Espinosa, estrenada el 2010 al Festival de cinema de Màlaga. Aquesta pel·lícula ha estat rodada en català i castellà.

## Argument
Un jove publicista, amb una reeixida carrera professional i una vida personal buida, es veu immers en un viatge a contra rellotge per arribar puntual a una important reunió de negocis. Durant el trajecte coneix una noia espigada que carrega una motxilla amb la qual, malgrat les seves oposades maneres de viure la vida, connectarà i acabarà rememorant l'època més mítica i emotiva de la seva infantesa: l'últim estiu que van passar amb la colla.

## Repartiment
| Actor / actriu original | Personatge fictici |
| ----------------------- | ------------------ |
| Eva Santolaria          | Cristina           |
| Àlex Brendemühl         | Oscar Sala         |
| Ferran Rull             | Xavi               |
| Àlex Monner             | Ekaitz             |
| Mireia Vilapuig         | Cristo             |
| Joan Sorribes           | Roth               |
| Marc Balaguer           | Colo               |
| Emma Suárez             | Gloria             |
| Lluís Homar             | Lluís              |
| Albert Adrià            | Óscar              |
| Nerea Camacho           | Elena              |
| Anna Lizaran            | Àvia Men           |
| Constantino Romero      | Ioda               |
| Montse Pérez            | Mare de Colo       |
| David Fernández         | Pare de Colo       |
| Elsa Anka               | Mare de Cristo     |

## Premis i nominacions

### Premis
- 2010 - Premi del públic i Millor vestuari del Festival de cinema de Màlaga[3]

### Nominacions
- 2011 - III Premis Gaudí:[4][5][6][7]
  - Millor pel·lícula en llengua catalana per a Pau Freixas
  - Millor direcció per a Pau Freixas
  - Millor guió per a Pau Freixas i Albert Espinosa
  - Millor actor secundari per a Lluís Homar
  - Millor fotografia per a Julián Elizalde
  - Millor música per a Arnau Bataller
  - Millor muntatge per a Jaume Martí
  - Millor so per a Ferran Mengod, Marc Orts i Marisol Nievas
  - Millor direcció artística per a Joan Sabaté
  - Millor direcció de producció per a Inés Font

## Al voltant de la pel·lícula

### Context històric
Aquesta pel·lícula rememora les vacances d'estiu dels anys 80 a les localitats de la costa catalana, a partir de flashbacks des de l'època contemporània, a través de la ment de del personatge d'Àlex Brendemühl ''Oscar Sala''.
La pel·lícula també conté abundants referències tan implícites com explícites de l'època retratada (des de finals dels anys 70 a finals dels 80), tant musicals (Umberto Tozzi, Alphaville, Donna Summer) com cinematogràfiques (ET, l'extraterrestre, Els Goonies, Compte amb mi, El club dels poetes morts, El club dels cinc).

### Localitzacions
La pel·lícula es va rodar a Barcelona, Gavà (Baix Llobregat), el pantà de Sau (Osona), Dosrius (Maresme), Palamós (Baix Empordà) i la Roca del Vallès (Vallès Oriental).

### Banda Sonora
La pel·lícula conté referències de l'època dels anys 70 i finals dels 80 tals com:
- "Ti amo" d'Umberto Tozzi
- "Last Dance" de Donna Summer
- "Forever Young" d'Alphaville
- "Big in Japan" d'Alphaville

### Característiques tècniques
Herois ha estat la primera pel·lícula a l'Estat espanyol a ser rodada amb una càmera Sony F35. Inicialment tenien la intenció de rodar en pel·lícula, però van decidir canviar a aquest sistema digital (que els oferia un rang dinàmic molt proper plàsticament als 35mm) i fer servir les òptiques Cooke-S4 per a atorgar suavitat a la imatge i contrarestar, així, l'alt contrast lumínic i el rang dinàmic tan alt que hi havia rodant a l'estiu.